# Dysschema jansonis
Dysschema jansonis là một loài bướm đêm thuộc phân họ Arctiinae, họ Erebidae.